# Я снова вспоминаю о тебе
«Я снова вспоминаю о тебе» (хинди फिर तेरी कहानी याद आई, Phir Teri Kahani Yaad Aayee) — индийский фильм, снятый режиссёром Махешом Бхаттом и впервые показанный в 1993 году на канале Zee TV. Продюсерами картины выступили Джонни Бакши и Нитин Кени. Главные роли сыграли Пуджа Бхатт и Рахул Рой. Считается, что фильм снят по реальной истории любви между Махешом Бхаттом и Парвин Баби.
Фильм провалился в прокате, но саундтрек к нему считается одним из лучших в карьере композитора Ану Малика.

## Сюжет
Режиссёр-алкоголик Рахул попадает в реабилитационный центр. Там он знакомится с девушкой по имени Пуджа, которая страдает шизофренией и имеет серьёзные психические проблемы. Вскоре герои становятся друзьями, а затем влюбляются друг в друга. Но из-за паранойи и нестабильности Пуджи её госпитализируют в психиатрическую клинику.
Через некоторое время в результате пожара в больнице Пуджа погибает. Рахул, опустошенный смертью любимой, не может забыть о ней. Одна из актрис его фильмов Сима и его брат Рохит пытаются отвлечь его, но всё тщетно. Затем Рахулу начинает звонить незнакомая девушка, чей голос очень напоминает голос Пуджи. Ближе к концу выясняется, что Пуджа жива; это она устроила пожар в больнице, потому что «ей не нравилось там находиться». Влюблённые сбегают от полиции, в то время как её отец пытается найти дочь, чтобы снова положить в психиатрическую клинику. Вскоре полиция их всё-таки находит, и в кульминационный момент Пуджа выхватывает пистолет и стреляет в саму себя, не желая возвращаться в лечебницу, а чтобы остаться с Рахулом. Её отец и Рахул с горечью смотрят, как она умирает.

## В ролях
- Пуджа Бхатт — Пуджа
- Рахул Рой — Рахул
- Пуджа Беди — Сима
- Автар Гилл — Дварканатх

## Саундтрек
Вся музыка написана Ану Маликом.
| №  | Название                              | Исполнители            | Длительность |
| -- | ------------------------------------- | ---------------------- | ------------ |
| 1. | «Dil Deta Hai» (мужская версия)       | Панкадж Удхас          | 8:20         |
| 2. | «Dil Deta Hai» (женская версия)       | Алка Ягник             | 8:23         |
| 3. | «Shairana Si Hai Zindagi»             | Алка Ягник             | 6:56         |
| 4. | «Tere Dar Par Sanam» (мужская версия) | Кумар Сану             | 6:08         |
| 5. | «Tere Dar Par Sanam» (женская версия) | Садхана Саргам         | 6:08         |
| 6. | «Aane Wala Kal»                       | Кумар Сану             | 7:23         |
| 7. | «Baadalon Mein Chup Raha Ha»          | Кумар Сану, Алка Ягник | 6:14         |
| 8. | «Dil Mein Sanam Ki Soorat»            | Кумар Сану, Алка Ягник | 6:06         |